# آریتز آرمابری
اریتز ارمبارری (انگلیسی: Aritz Arambarri؛ زادهٔ ۳۱ ژانویهٔ ۱۹۹۸) بازیکن فوتبال است.
از باشگاه‌هایی که در آن بازی کرده‌است می‌توان به باشگاه فوتبال رئال سوسیداد اشاره کرد.